# Joaquim de Fiore
Joaquim de Fiore (Celico, Calàbria, 1130 - Monestir de San Martino di Canale, Calàbria, 1202) fou un teòleg, escriptor i filòsof calabrès. Monjo cistercenc i fundador d'un nou orde monàstic el 1191, l'Orde dels Florians. Se'l considera inspirador de part de les profecies de Nostradamus i de la concepció dialèctica de la història de Hegel. No ha estat beatificat, però es venera com a beat en l'Orde del Cister i està obert el seu procés de canonització.

## Biografia
Nascut en el petit poble de Celico prop de Cosenza, en Calàbria, llavors part del Regne de Sicília, Joaquim era fill de Mauro, notari, i Gemma. Va ésser educat a Cosenza, on va treballar en el tribunal i després va ser notari. Entre 1166 i 1167 va treballar per a Étienne du Perche, arquebisbe de Palerm i canceller de Margarida, llavors regent del seu fill Guillem II de Sicília.

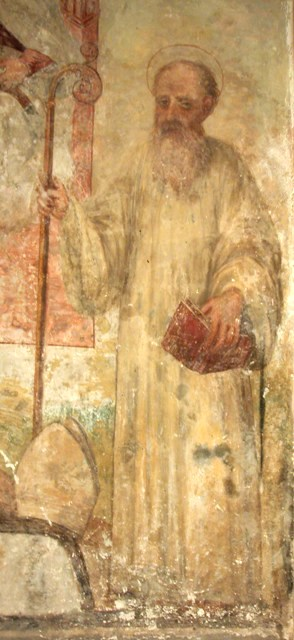
Fresc amb Joaquim da Fiore, 1573 (Catedral de Santa Severina, Calàbria).

El 1159 va marxar en peregrinació a Terra Santa, episodi del que es coneix molt poc, llevat que va tenir una crisi espiritual i es va convertir, decidint a Jerusalem de deixar la vida mundana. Quan va tornar, va viure com un eremita durant diversos anys, predicant pels pobles, fins que ingressà com a germà llec a l'abadia cistercenca de Sambucina (Luzzi, Calàbria). Continuà predicant, però les autoritats eclesiàstiques el van obligar a ingressar al monestir de Corazza (Lamezia Terme), on fou ordenat sacerdot el 1168.
Es va dedicar a estudiar la Bíblia, intentant descobrir el significat ocult de les Escriptures, sobretot l'Apocalipsi. A desgrat seu, va ser elegit abat de Corazza (ca. 1177). Va intentar adscriure el monestir a l'Orde Cistercenc, però va ser rebutjat a causa de la pobresa de la comunitat. L'hivern de 1178, va demanar ajut a Guillem II, qui va concedir als monjos algunes terres. El 1182 va demanar al papa Luci III que el rellevés del càrrec d'abat i el papa, satisfet de la seva obra intel·lectual, li permeté que continués estudiant al monestir que preferís. Joaquim anà a l'abadia cistercenca de Casamari, on durant any i mig treballà en els seus tres grans llibres: dictava a tres copistes durant el dia i la nit; un d'ells, Lluc, després arquebisbe de Cosenza), va ésser el seu secretari i s'admirava que un home tan savi i famós vestís amb parracs i de la seva devoció en la predicació i en fer l'ofici.
El 1184 fou a Roma, on interpretà una profecia trobada entre els papers del cardenal Mateu d'Angers, i el papa Luci III l'encoratjà a continuar la seva tasca. Es va retirar primer a l'ermita de Pietralata, escrivint tot el temps, i després va fundar l'abadia de Fiore (o Flora) a les muntanyes de Calàbria. Flora es va convertir en el centre d'una nova i més estricta branca de l'Orde del Cister, aprovada per Celestí III el 1198, l'Orde de Sant Joan de la Flor.
El 1200 Joaquim va presentar tots els seus escrits perquè Innocenci III els examinés, però va morir abans que s'emetés cap judici.

## Veneració
En vida havia tingut fama de santedat. Els seguidors de Joaquín, immediatament després de la seva mort, van recollir la biografia, obres i els testimonis dels miracles obtinguts per la seva intercessió per proposar-ne la canonització. Aquest primer intent va fracassar, probablement a conseqüència de les disposicions del IV Concili del Laterà (1215), que va declarar herètiques algunes frases contràries a Pere Llombard d'una obra erròniament atribuïda a Joaquim de Fiore.
No obstant això, Honori III va reconèixer-lo com a beat en 1223, en una decisió no oficial, però restringint el culte a l'orde cistercenc. Dante Alighieri, en la Divina comèdia, situa Joaquim de Fiore al "Paradís" (cant XII, versos 140-141) en les files dels benaurats, al costat de Bonaventura de Bagnoregio, Raban Maur i Tomàs d'Aquino.
Un segon intent per iniciar la canonització fou endegat en 1346 per l'abat de S. Giovanni in Fiore, que va anar a Avinyó a dur al papa tota la documentació relativa. L'orde cistercenc va proclamar beat l'abat Joaquim, celebrant-lo als seus monestirs el 29 de maig, com a mínim a partir del 1570, quan l'orde del Fiore s'integrà a la Congregació Cistercenca Calabro-lucana. No obstant això, en 1684, el bisbe de Cosenza va denunciar els monjos cistercencs de San Giovanni in Fiore a la Inquisició, per mantenir un llum sempre encès a l'altar de la tomba de l'abat Joaquim, la qual cosa implicava un culte a una persona que oficialment no havia estat beatificada.
Arran del vuitè centenari de la mort de Joaquim, el 25 de juny de 2001 l'arquidiòcesi de Cosenza-Bisignano va començar de nou el procés de canonització; fins ara, s'ha completat la fase diocesana.
A San Giovanni in Fiore i altres llocs, l'abat es coneix comunament com a beat.

## Obres
- "Liber Concordiae Novi ac Veteris Testamenti (Llibre de l'harmonia de l'Antic i el Nou Testaments), la seva obra més important.
- Expositio in Apocalipsim ("Exposició de l'Apocalipsi)
- Psalterium Decem Cordarum (Psalteri de deu cordes)
- Tractat dels quatre evangelis

Posteriorment, sense fonament, se li atribuí un llibre de pseudo-profecies, en realitat del segle XIV: Vaticinia de summis pontificibus.

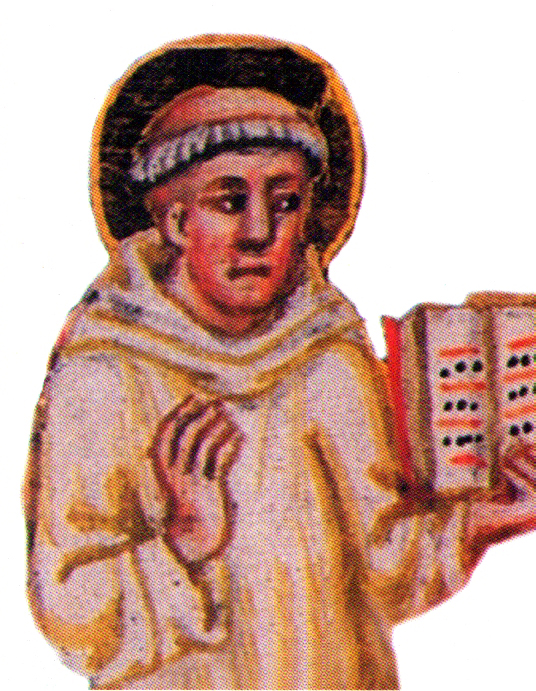
L'abat en una miniatura italiana del s. XIV
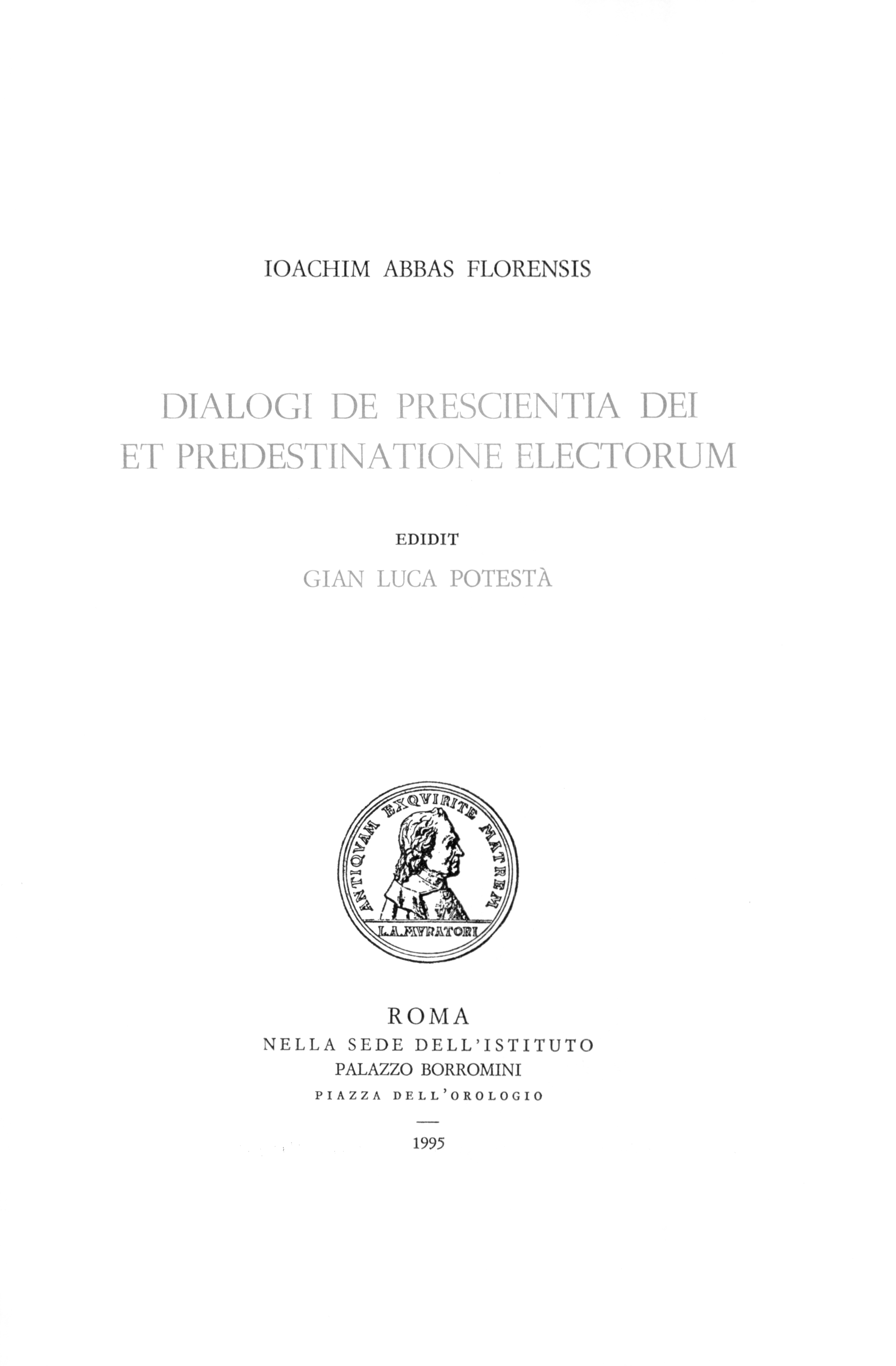
Dialogi de prescientia Dei
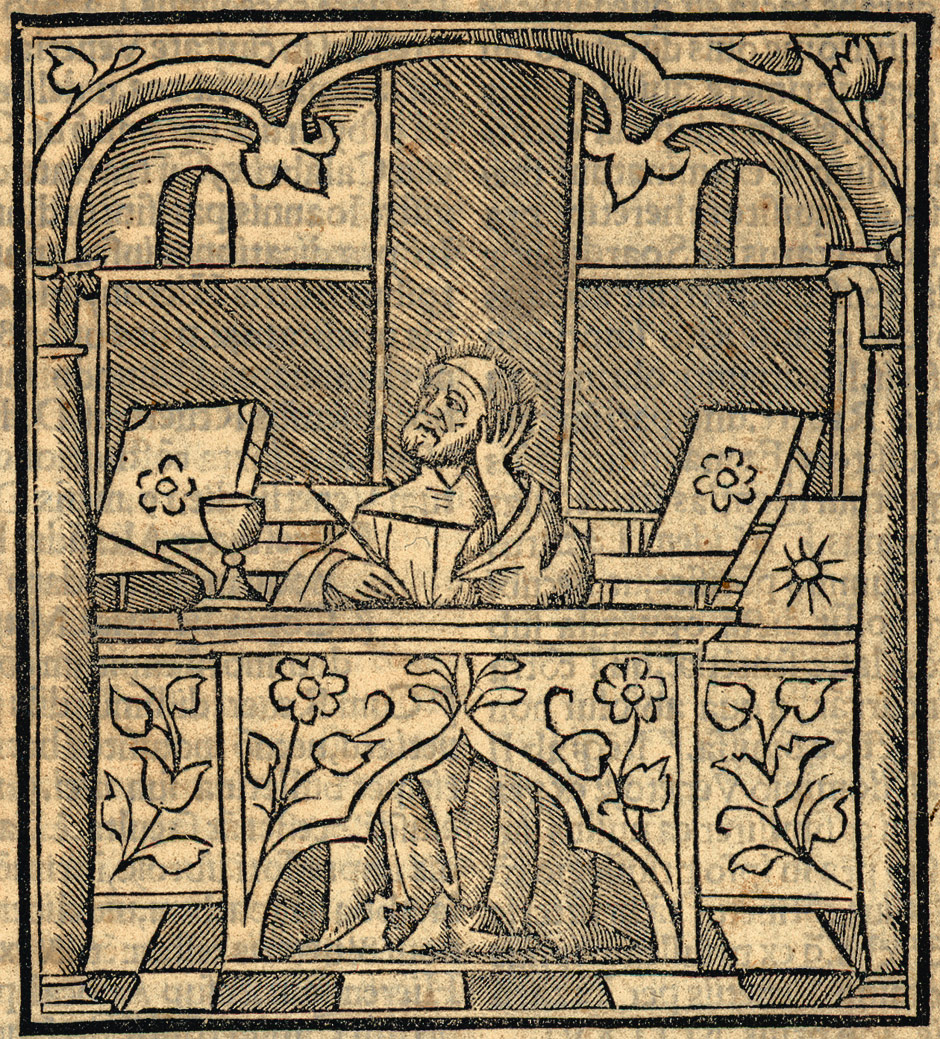
Gravat de l'Expositio in librum Cirilli de magnis tribulationibus & statu sancte matris ecclesie cum compilatione Theolosphori de Cusentia (Venècia: B. Benali, 1516)
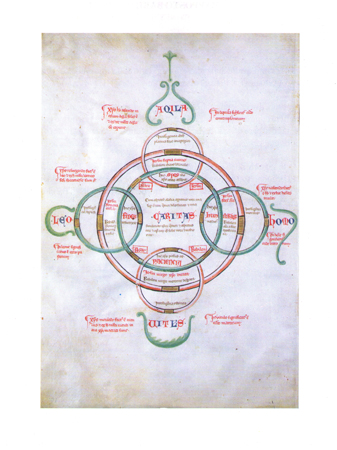
Il·lustració del Liber figurarum de Joaquim de Fiore
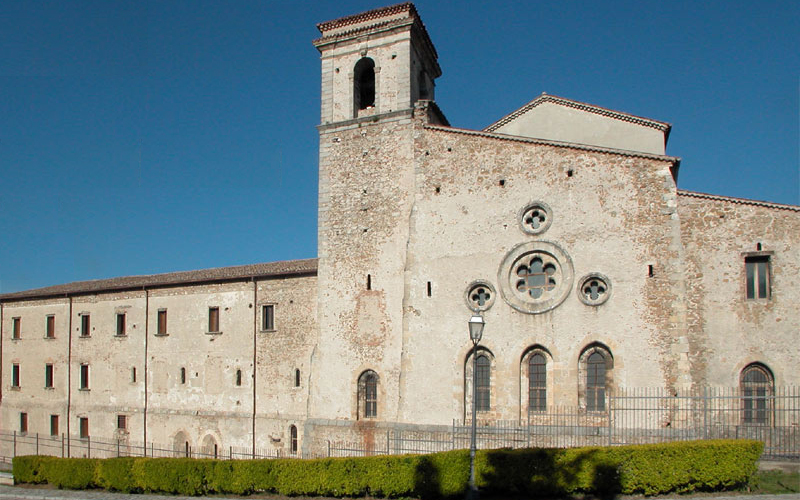
Abadia de S. Giovanni in Fiore
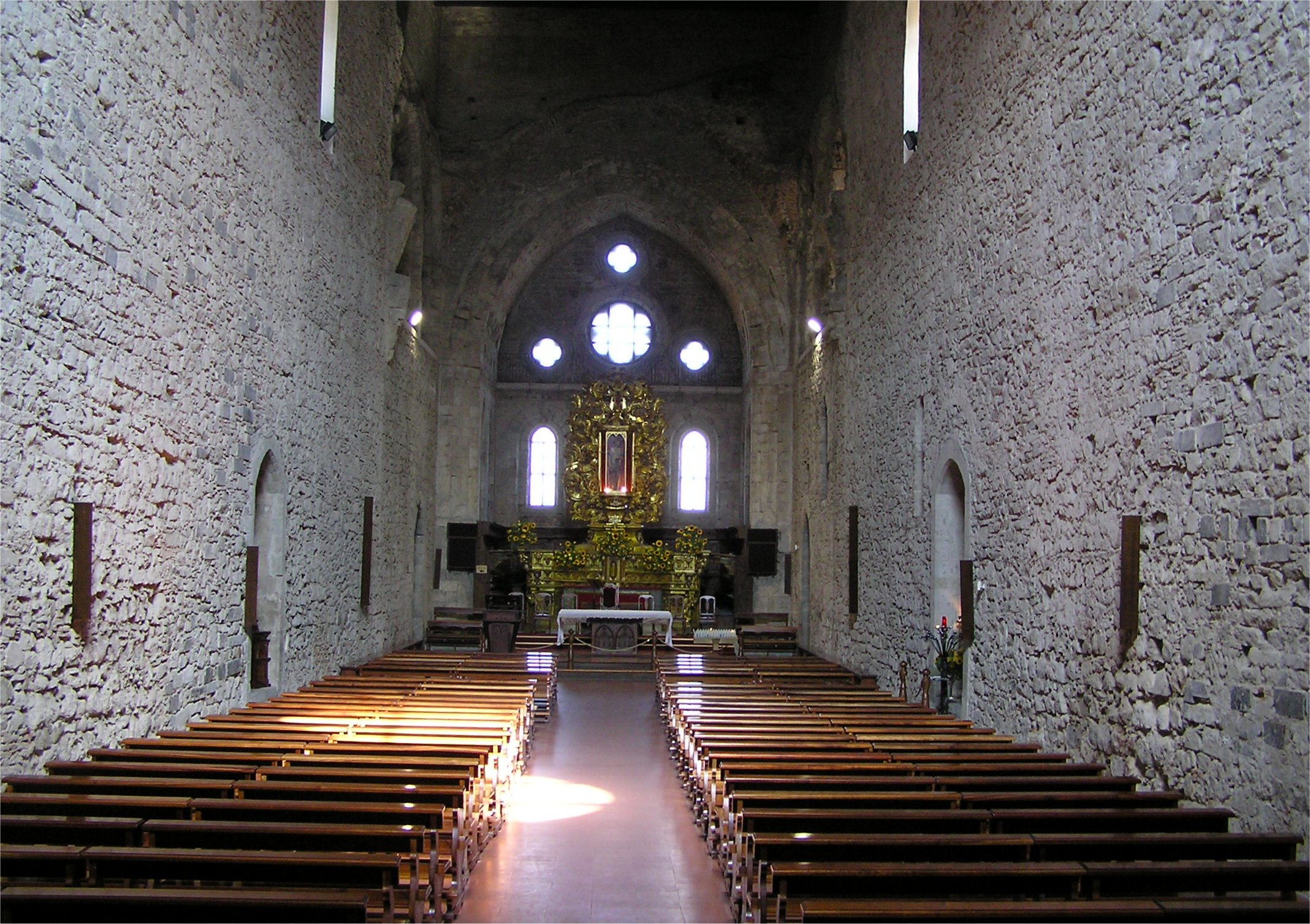
Nau de S. Giovanni in Fiore, on hi ha la tomba de l'abat

## Teories
Va profetitzar l'arribada d'una nova era, a partir de la seva interpretació del llibre de l'Apocalipsi, en la qual la jerarquia eclesiàstica seria innecessària els i infidels s'unirien als cristians. El sectors més espiritualistes dels franciscans el van aclamar com un profeta. La seva popularitat va ser enorme en la seva època, i algunes fonts sostenen que Ricard Cor de Lleó volia reunir-se amb ell per discutir la seva teoria abans de partir cap a la croada.

### La raó i l'organització social
Rebutja la raó com a instrument de coneixement, ja que només la il·luminació divina permet apropar-se al saber, servint-se de la ment. Per això afirma que la filosofia ha de subordinar-se a la fe i al dogma, dins la polèmica medieval entre ciència i creença. Igualment, la societat s'ha d'organitzar per evidenciar aquesta importància de déu (teocentrisme) i així els laics han de dependre dels religiosos i entre aquests els monjos han d'ocupar els llocs més alts de la jerarquia, per estar més a prop de la contemplació divina.

### Concepció sobre la història
La seva obra exercirà una gran influència al llarg de l'edat mitjana, sent sobretot conegut per l'obra Liber concordiae Novi et Veteris Testamenti (teoria de l'Evangeli Etern), on es formula una interpretació apocalíptica de la història de la humanitat. Aquesta apocalipsi voltaria l'any 1260, que és la xifra de multiplicar les quaranta-dos generacions que van des d'Adam fins a Jesús per trenta anys que dura una generació mitjana.
Comença amb la consideració de la humanitat com una realitat dinàmica marcada pel trànsit de l'Antic al Nou Testament i l'anunci d'un tercer estadi per venir: el del tercer Testament o edat de l'Esperit Sant. Al seu torn, cadascun d'aquests tres estats apareix com una analogia amb les tres persones de la Trinitat (de la qual consolida el símbol del triangle) i amb l'evolució espiritual de la humanitat.
Entén la història com un ascens en tres etapes:
- l'era del Pare, o el primer Testament, a través especialment de Cabàs, manifesta la glòria del Pare. És l'edat de la llei, governada per la laboriositat, el treball i el temor.
- lera del Fill, o segon testament, amb Jesucrist, mostra la glòria del Fill. Ha estat l'edat de l'Evangeli, governada per l'estudi, la disciplina, la fe i la submissió filial
- l'era de l'Esperit, o tercer testament, ens ensenyarà la glòria de l'Esperit Sant. Serà l'edat governada per la contemplació, l'esperança, l'alegria i la llibertat. Li precedirà una apocalipsi o fi del món actual, que considerava propera a la seva època.

Aquesta concepció de la història no cristocèntrica, sinó trinitària, va originar el moviment joaquimistam i va exercir gran impacte en la branca més rigorista de l'orde franciscà.

## Condemna
Tomàs d'Aquino va refutar les seves teories a la Summa theologica. Al si de l'Orde de Sant Francesc, en la branca més espiritualista i rigorista, va sorgir un moviment joaquinista que considerava que l'Anticrist era la persona de l'emperador Frederic II del Sacre Imperi Romanogermànic. Entre aquests seguidors hi havia el Doctor Mirabilis Roger Bacon.
A mesura que l'any predit per Joaquim per a la fi del món s'apropava, apareixien obres apòcrifes sota el nom de Joaquim: De oneribus prophetarum, Expositio Sybillae et Merlini i comentaris als llibres profètics de Jeremies i Isaies. El IV Concili del Laterà de 1215 condemnà algunes de les seves idees sobre la Trinitat. Alexandre IV va condemnar els seus escrits i els del seu seguidor Gerardo de Borgo San Donnino; una comissió va declarar, al sínode d'Arle de 1263, que les teories de Joaquim eren herètiques.
A partir d'elles van desenvolupar-se moviments herètics com el dolcinianisme, els guillemites de Milà o el dels Germans del Lliure Esperit, a banda dels mateixos joaquimites.

## La cultura de masses
Joaquín de Fiore és esmentat en la pel·lícula Joaquim i l'Apocalipsi, dirigida per Jordan River.